# Die Entdeckung des Hugo Cabret
Die Entdeckung des Hugo Cabret (englisch The Invention of Hugo Cabret) ist ein „Roman in Worten und Bildern“ für Jugendliche, der von Brian Selznick geschrieben und illustriert wurde. Er erschien 2007 bei Scholastic Press und 2008 in der deutschen Übersetzung von Uwe-Michael Gutzschhahn bei cbj. Er behandelt das Leben des Filmpioniers Georges Méliès und kann als Hommage an den jungen Film gesehen werden.

## Handlung
Die Handlung spielt im Paris des Jahres 1931. Der Waisenjunge Hugo lebt im Gemäuer eines Pariser Bahnhofs und hält – sozusagen als Vertreter seines verhassten Ziehonkels Claude, des eigentlichen Amtsinhabers, die immense Uhrenanlage des Bahnhofs in Betrieb, denn Claude vernachlässigt diese aufgrund seiner Alkoholsucht. Um dem Waisenhaus zu entgehen, vor allem, als der Tod seines Ziehonkels entdeckt wird, muss er immer wieder dem Bahnhofswächter, einem Kriegsinvaliden, entfliehen – seine genaue Kenntnis der verborgenen Gänge des gewaltigen Bahnhofskomplexes hilft ihm dabei.
Gleichzeitig versucht er, einen menschenähnlichen Automaten zu reparieren, der „komplett aus Uhrwerken und anderen feinen mechanischen Teilen“ besteht. Diesen aufziehbaren Automaten hatte sein Vater, ein Uhrmacher, auf dem Dachboden eines Museums gefunden, einige Zeit, bevor er bei einem Brand ums Leben kam. Hugo glaubt nun, dass der Automat eine geheime Botschaft seines Vaters enthält.
Die Ersatzteile für die Reparatur stiehlt Hugo dem alten Papa Georges, der einen Spielzeugstand im Bahnhof unterhält. Als der ihn eines Tages erwischt, verquicken sich die Leben der beiden in einer Reihe von Enthüllungen. Hugo findet zusammen mit Isabelle, Papa Georges’ Stieftochter, heraus, dass Georges in Wahrheit der Filmpionier Georges Méliès ist. Er hat den Automaten vor Jahren selbst gebaut; die Botschaft, die er schließlich preisgibt, ist eine Zeichnung aus Méliès’ Schwarzweißfilm Die Reise zum Mond.
Sie entdecken, dass Papa Georges versucht, vor seiner Vergangenheit zu fliehen, und wollen ihm helfen. Mithilfe des jungen Filmstudenten Etienne nehmen sie Kontakt zu Professor René Tabard auf, einem Verehrer von Méliès’ Werk. Er führt ihnen Die Reise zum Mond vor. Mit seiner eigenen Vergangenheit konfrontiert, erkennt Papa Georges wieder den Wert seiner Filme.
Hugo muss, um etwas essen zu können, im Bahnhof klauen und wird dabei erwischt. Der Stationaufseher rettet ihn nach einer spannenden Verfolgungsjagd vor einem heranfahrenden Zug. Als Hugo wieder zu sich kommt, sieht er Papa Georges und gibt ihm den Automaten zurück. Papa Georges nimmt Hugo bei sich auf, und die französische Filmakademie ehrt ihn in einer öffentlichen Veranstaltung als Kinolegende.

## Visuelle Gestaltung
Das Buch enthält über 150 doppelseitige Schwarz-weiß-Illustrationen. Zum größten Teil handelt es sich dabei um Zeichnungen des Autors Brian Selznick, es sind aber auch Zeichnungen von Georges Méliès und Standbilder aus frühen Filmen zu sehen. Die Bilder sind wesentlicher Bestandteil der Geschichte. In Interviews erklärte Selznick, er habe zunächst die Geschichte als Text geschrieben und anschließend so viele Passagen wie möglich durch Bilder ersetzt.
Auffällig sind mehrere Bildserien, in denen einzelne Handlungen auf eine ganze Reihe von Bildern aufgeteilt sind. So imitieren die Bildserien das Wesen des Films und typische filmische Stilmittel wie Zoom, Schwenk oder die Filmmontage. Das Buch sei mehr als ein graphic novel, meint denn auch der Rezensent John Schwartz in der New York Times, es sei eher ein Stummfilm auf Papier.

## Auszeichnungen
- 2007 Quill Award, Kategorie Children’s Chapter/Middle Grade[3]
- 2008 Caldecott Medal

## Textausgaben
- The Invention of Hugo Cabret. Hardcover, Scholastic Press, 2007, ISBN 978-0-439-81378-5.
- The Invention of Hugo Cabret. Taschenbuch, Scholastic Press, 2007, ISBN 978-1-60252-112-4.
- Die Entdeckung des Hugo Cabret. Gebundene Ausgabe, cbj, 2008, ISBN 978-3-570-13300-2.
- Die Entdeckung des Hugo Cabret. Taschenbuch, cbj, 2010, ISBN 978-3-570-22118-1.

## Verfilmung
Martin Scorsese erwarb die Filmrechte schon 2007 und gewann John Logan als Drehbuchautor. Die Aufnahmen begannen 2010 in London, 2011 startete der Film in den Vereinigten Staaten. Im deutschen Sprachraum kam der Film am 9. Februar 2012 in die Kinos.